# Akkumulátoros motorkocsi

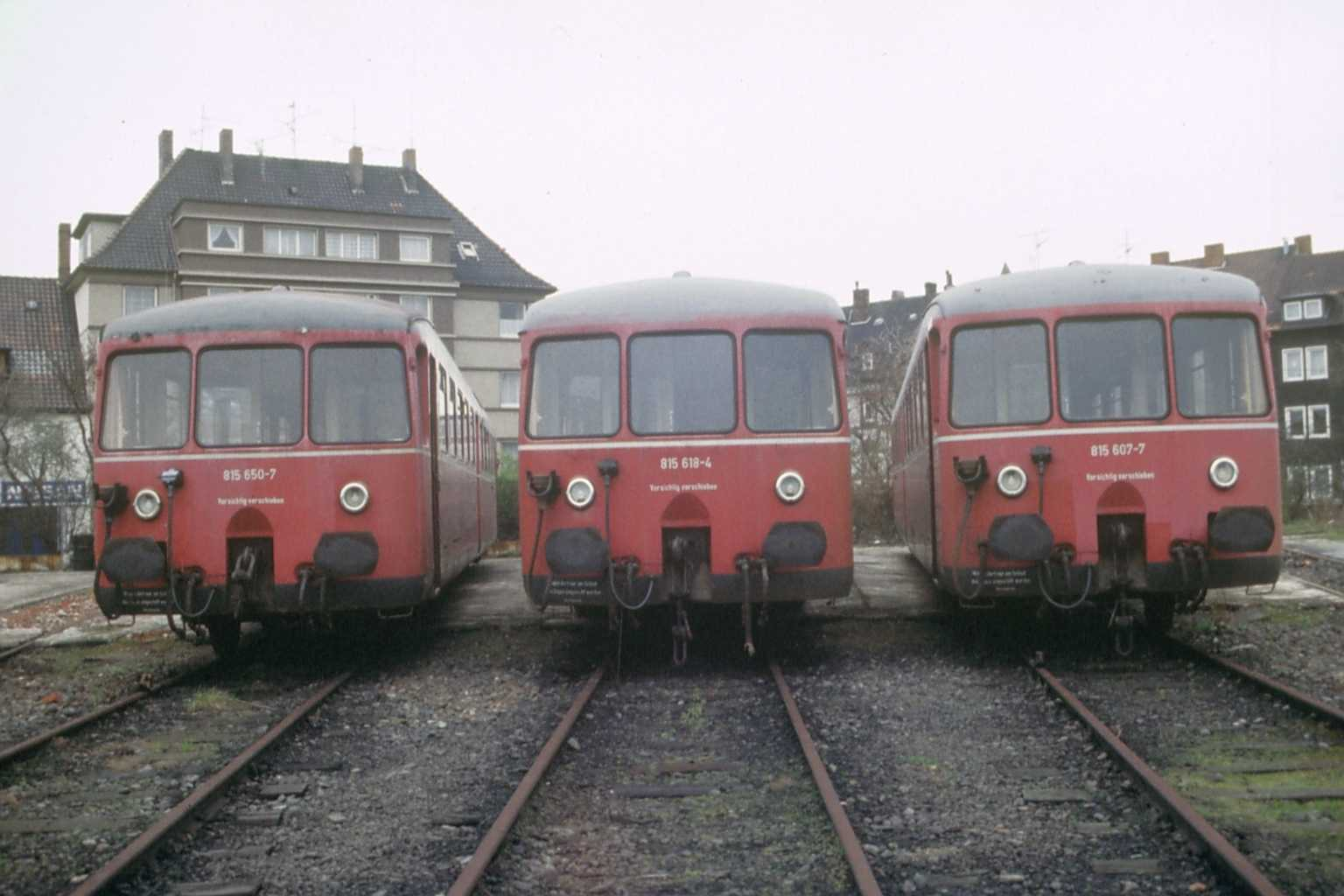
DB ETA 150 német akkumulátoros motorkocsi-sorozat

Az akkumulátoros motorkocsi vagy az akkumulátoros motorvonat olyan vasúti jármű, melyben az energiaellátást akkumulátorok biztosítják. Előnye hogy tiszta, nem szennyezi a környezetet, ellentében a dízelüzemű vasúti járművekkel, és nem szükséges kiépíteni hozzá villamos felsővezeték rendszert sem. Hátránya, hogy az akkumulátorok megnövelik a jármű súlyát, drágább a járművek beszerzése és az üzemeltetése, mint a dízelüzemű járműveknek, továbbá a pálya mellett biztosítani kell a feltöltési lehetőséget is. A hatótávolságuk csak 300–600 km.
Az első ilyen motorkocsit 1887-ben Németországban a Bajor Királyi Államvasutak (Königlich Bayerische Staatseisenbahnen) használta.
Akkumulátoros mozdonyokat és motorkocsikat használnak még bányákban, alagút- és metróépítéseknél is.